# Fajstos

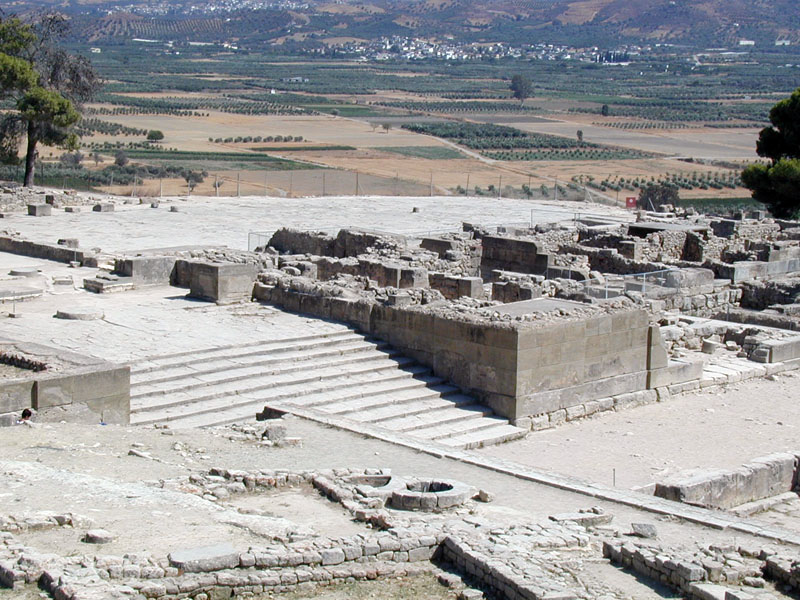
Wejście zachodnie do pałacu w Fajstos

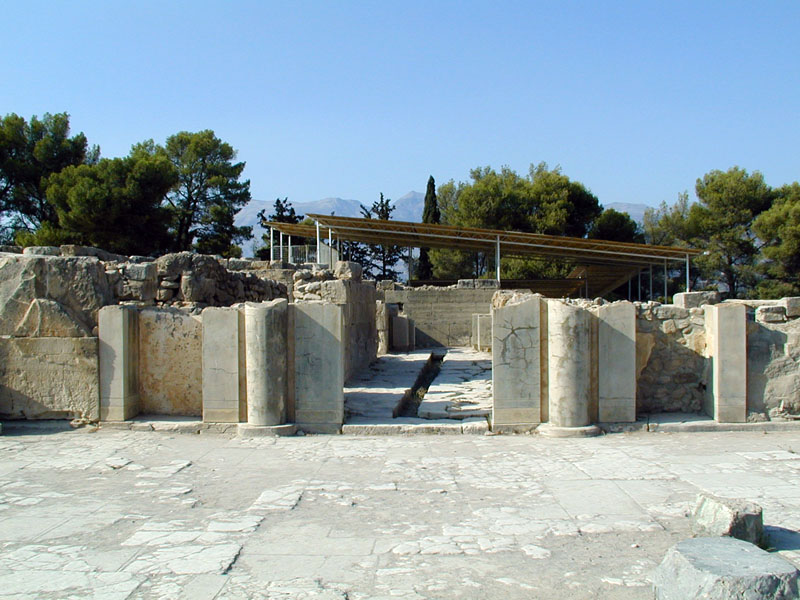
Wejście główne do pałacu w Fajstos

Fajstos (stgr. Φαιστός Phaistos, łac.  Phaestus) – starożytne miasto na Krecie, położone w południowej części wyspy, na wzgórzu.
Było zamieszkane od III tysiąclecia p.n.e. Pierwszy pałac, wzniesiony w Fajstos między 2000 a 1900 p.n.e., został zniszczony około 1700 p.n.e. Następny, zawierający pewne elementy poprzedniego, był znacznie większy. Budowla ta została zburzona około 1450 p.n.e. podczas trzęsienia ziemi. Na terenie Fajstos zachowały się ślady późniejszego osadnictwa datowane na koniec epoki brązu. Dorowie założyli w Fajstos miasto-państwo (prawdopodobnie w VIII w. p.n.e.), które rywalizowało z Gortyną i w II w. p.n.e. zostało pobite przez sąsiada.
Wykopaliska prowadzone w latach 1901–1909 oraz po 1945 odsłoniły ruiny pałacu kultury minojskiej. Zabudowania zajmowały obszar około 8,3 tys. m². Zostały rozmieszczone, podobnie jak w Knossos przy centralnym dziedzińcu o wymiarach 46,5 × 22,3 m. Z uwagi na ukształtowanie terenu, otaczały go tylko z trzech stron. Wejście umieszczone było po zachodniej stronie, z boku elewacji. Prowadziło przez monumentalne schody i podwójny portyk na dziedziniec. Ściany sal reprezentacyjnych zdobiły freski. Resztki zachowanych schodów świadczą o istnieniu wyższych kondygnacji. Pomieszczenia magazynowe zlokalizowane były przy drugim, nieco mniejszym placu.
W starożytności Fajstos było ośrodkiem handlowym i rzemieślniczym. Prowadzono tam wytop miedzi, produkowano brąz oraz handlowano nim. Zachowały się ślady rudy miedzi, kanały wodne związane z jej wytopem, sztuczne stoki umożliwiające transport wytopionych sztab metalu do portu. W pobliskiej alei handlowej w ruinach kramów znajdują się tablice ze znakami pisma różnego od pisma linearnego A i pisma linearnego B. Wśród ruin znaleziono wiele zabytków m.in. ceramikę w stylu Kamares oraz słynny dysk z Fajstos.